# Врангель Михайло Олександрович
Михайло Олександрович Врангель народився 20 червня 1886 року в місті Старобільське (нині Старобільськ) на Слобожанщині (сьогодні місто входить до складу Луганської області. по батьківській лінії був прямим нащадком відомого дослідника-мореплавця Фердинанда Петровича Врангеля.
Початкову освіту здобуває в Севастопольському реальному училищі, а далі прямує до міста Петроград, де 1916 року закінчує Інститут цивільних інженерів за напрямком «цивільного інженера».

## Балаклавський період в житті М.О.Врангеля
1918 року Михайло Врангель переїжджає до Криму, в Балаклаву, де його батько, Олександр Карлович, мав 200 десятин землі, відведені під декоративне садівництво та невеликий будинок.
Завдяки отриманому досвіду роботи в німецькій фірмі «Вайс і Фрейтаг», в якій працював під час навчання та практики управління проектним бюро «К Бартельс» Михайла Олександровича досить швидко затвердили на посаду завідувача технічної частини Балаклавського міського управління.
З приходом радянської влади, 1920 року Врангеля призначено так званим «міським інженером» революційного комітету Балаклави.

## Життя в Севастополі
6 січня 1922 року починається новий етап на життєвому шляху Михайла Олександровича — його переводять до Севастополя на посаду міського архітектора, оскільки після революційних подій та громадянської війни, що прокотилися державою, виникла потреба у відновленні інфраструктури міста.
16 років невтомної праці віддав Врангель Севастополю. Так, за його ініціативи, 15 листопада 1924 року відкрито трамвайне сполучення між Севастополем та Балаклавою; спроектований архітектурний ансамбль центральної частини міста, що частково зберігся і до сьогодні; реалізовано проект Куликового Поля, як найбільшого житлового району Севастополя. Після руйнівного землетрусу в 1927 році Михайлом Врангелем, беручи до уваги отриманий досвід відновлювальних робіт, що проводилися під керівництвом архітектора, написано керівництво про особливості ліквідації наслідків у разі виникнення подібних ситуацій. Пропонував також ідеї щодо створення підземних тунелів для з'єднання вулиць та підземного залізничного вокзалу.
Окрім основної діяльності, Михайло Олександрович був відданий також і викладацькій справі в будівельному інституті та технікумі НКПС, навчаючи студентів архітектурному проектуванню.

## Звинувачення та заслання
З 1937 року в Криму, як і по всьому Радянському Союзу, починаються масові арешти так званих «ворогів» системи. Не обійшла ця доля сторною і Врангеля — архітектора звинувачено в контрреволюційній діяльності з метою знищення радянської влади. Ще більш ускладнює становище михайла Олександровича його дворянське походження та родичі за кордоном, оскільки на початку 1920-х років батько, брат Микола та двоюрідні брати і сестри покинули ріджну землю, перебравшись до Західної Європи.
11 квітня 1940 року Врангеля засуджено до восьми років виправних робіт у таборах. До 1946 року він перебуває на будівництві Унженської залізниці, де 1946 року був достроково звільнений.
В 1949 році — новий вирок та заслання до поселення Довгий міст Красноярського краю.
Всі ці роки архітектор та його дружина, Олена Дмитрівна, неодноразово звертаються до уповноважених органів з проханням переглянути справу та скасувати вирок суду., але все було марно.
Нарешті, 24 червня 1956 року, Воєнний трибунал Одеського військового округу скасовує попереднє рішення суду через відсутність складу злочину і в 70-річному віці Михайла Олександровича Врангеля випускають на волю.
На жаль, дружина архітектора не дочекалася звільнення чоловіка — за три місяці до цієї події вона померла.